# Назови то храброст
Назови то храброст (објављен као Дечак који се плашио у Уједињеном Краљевству) је роман за децу из 1940. који је написао и илустровао амерички писац Армстронг Спери. Роман је добио Њуберијеву медаљу за изврсност у америчкој књижевности за децу 1941. године.

## Резиме радње
Књига Назови то храброст је роман од 116 страница. Реч је о дечаку који покушава да превазиђе страх од мора.
Назови то храброст је прича смештена на Пацифичка острва. Она бележи путовање Мафатуа, сина поглавице острва Хикуеру, Таване Нуија. Мафату се плаши мора јер је видео како му мајка умире док је био дете, због чега га се његов отац стиди, а у његовом племену га називају кукавицом. Мафату узима кану и испловљава у океан не знајући где ће завршити. Ухватила га је олуја и кану је изгубљен. Доспева на напуштено острво и учи да лови и пеца за себе, заједно са својим друговима Уријем, малим жутим псом, и Кивијем, албатросом.
Убрзо Мафату проналази жртвени олтар који су изградили канибали са суседног острва. Мафату схвата да је био на острву око недељу дана и почиње да осмишљава своје бекство правећи кану. Сакупља ствари које ће му требати да преживи пут преко океана. На страшном олтару проналази врх копља и, након што га причврсти за штап, користи га за лов и одбрану.
После бројних сусрета са природним непријатељима, укључујући ајкулу чекићарку, дивљу свињу и хоботницу, које све успешно убија, схвата да добија храброст и учи да се носи са стварима које су га уплашиле. Канибали се враћају и он одважно побегне од њих, враћајући се коначно кући у своје село. Искуство га је претворило у импозантну фигуру. Отац га у почетку не препознаје, али га онда по повратку са поносом прихвата. Мафатуову причу кроз векове причају будућим генерацијама људи његовог племена. Књига има пет поглавља и 92 читљиве странице.

## Публикације
Књига је првобитно објављена 1940. године и од тада је имала бројна издања, а преведена је на многе  језике, укључујући француски, немачки, шведски, норвешки, персијски, јапански, турски, индонежански, поругалски, африканерски, шпански, фински, мандарински, хинду, хебрејски, арапски, урду, самоански, и Брајеву азбуку.  

## Филм
Назови то храброст је снимљен за телевизију уз телепредставу Бенџамина Маселинка и нарацију Дон Хоа, а први пут се појавио у Дизнијевом чудесном свету 1. априла 1973. (19. сезона, 20. епизода).

### Улоге
- Дон Хо као наратор
- Еван Темари као Мафату

### Производња
Снимљено на локацији 1972. године на острвима Бора Бора и Тахити уз помоћ локалних глумаца који говоре на свом матерњем тахићанском језику. Режирао га је Рој Дизни.

## Други медији

### Музичка игра
Музичку верзију Назови то храброст извео је између 9. априла 2010. и 8. маја 2010. Zachary Scott Showstoppers. Музику и текстове за продукцију написао је Адам Оверет, а режирао и кореографирао Адам Робертс. Помоћник директора мјузикла била је Жаклин Левенштајн.